# Monitoring pól elektromagnetycznych w Polsce
Monitoring pól elektromagnetycznych w Polsce jest działaniem, do którego na podstawie art. 123 ustawy Prawo ochrony środowiska został zobowiązany Wojewódzki Inspektor Ochrony Środowiska. Dokonuje on okresowych badań poziomów pól elektromagnetycznych w środowisku. Ocena poziomów pól elektromagnetycznych w środowisku i obserwacja zmian należy do obowiązków Państwowego monitoringu środowiska. Do ustawy POŚ ust. 3 art. 123 powstało rozporządzenie Ministra Klimatu i Środowiska z 15 grudnia 2020 r. w sprawie zakresu i sposobu prowadzenia okresowych badań poziomów pól elektromagnetycznych w środowisku.

## Zakres
Prowadzenie badań poziomów pól elektromagnetycznych w środowisku obejmuje pomiary natężenia składowej elektrycznej pola elektromagnetycznego w przedziale częstotliwości co najmniej od 3 MHz do 3000MHz, w punktach pomiarowych i z częstotliwością wykonania pomiarów określonych w rozporządzeniu.

## Sposób wyboru punktów pomiarowych
Punkty pomiarowe wybiera się w dostępnych dla ludności miejscach usytuowanych dla województwa w:
- centralnych dzielnicach lub osiedlach miast o liczbie mieszkańców ponad 50 tys.;
- pozostałych miastach;
- terenach wiejskich.

Na obszarze każdego województwa, dla każdego roku kalendarzowego z trzyletniego cyklu pomiarowego, wyznacza się po 15 punktów pomiarowych w dostępnych dla ludności miejscach, dla każdego z ww. obszarów. Łącznie, na terenie województwa wyznacza się 135 punktów pomiarowych dla trzyletniego cyklu pomiarowego, po 45 punktów pomiarowych dla każdego roku.
Punkty pomiarowe należy lokować tak, aby:
- sonda pomiarowa przyrządu, w którym wykonuje się pomiary, znajdowała się na wysokości 2 m nad poziomem terenu na dielektrycznym statywie, w odległości nie mniejszej niż 100 m od rzutu anten instalacji radiokomunikacyjnych, radiolokacyjnych, radionawigacyjnych na powierzchnię terenu;

- uniknąć wpływu wtórnych źródeł pól elektromagnetycznych na wynik pomiaru;

- znajdowały się od siebie w odległości nie mniejszej niż 50 m.

Zastosowana sonda powinna zapewniać pomiar natężenia pola elektrycznego oraz posiadać sferyczną charakterystykę kierunkową lub umożliwić uzyskanie pomiaru odpowiadającego sferycznej charakterystyce kierunkowej.

## Wymagana częstotliwość prowadzenia pomiarów
W każdym z 45 punktów pomiarowych pomiary wykonuje się raz w roku kalendarzowym, w sposób nieprzerwany przez dwie godziny z częstotliwością próbkowania co najmniej jednej próbki co 10 sekund, pomiędzy godzinami 1000 a 1600 w dni robocze, w temperaturze nie niższej niż 0°C, przy wilgotności względnej nie większej niż 75%, bez opadów atmosferycznych. Ponadto w każdym z 45 punktów pomiarowych pomiary powtarza się co trzy lata.

## Sposoby prezentacji wyników pomiarów
Wyniki pomiarów prezentuje się w formie pisemnej oraz w formie elektronicznej w postaci sprawozdania z pomiarów wykonanych w roku kalendarzowym oraz w postaci sprawozdania z cyklu pomiarów w ciągu trzech lat.
W sprawozdaniu z pomiarów wyników w roku kalendarzowym zamieszcza się:
- dane punktu zawierające:
  - współrzędne geograficzne punktu pomiarowego z dokładnością co najmniej do jednej sekundy ,przy czym współrzędne te przyjmuje się jako nazwę własną punktu pomiarowego;
  - datę wykonania pomiarów (dzień, miesiąc, rok, godzinę rozpoczęcia i zakończenia pomiarów);
  - informację o usytuowaniu punktów (dzielnica, miasto, wieś);
  - nazwę jednostki terytorialnej, na obszarze której punkt pomiarowy jest zlokalizowany, zgodną z Krajowym Rejestrem Urzędowego Podziału Terytorialnego Kraju, oraz symbol ich nomenklatury dla celów statystycznych (NTS - obecnie uchylone[2].)
  - informację na temat instalacji radiokomunikacyjnych, radiolokacyjnych, radionawigacyjnych emitujących promieniowanie elektromagnetyczne w zakresie częstotliwości od 3 MHz do 3000 MHz, zlokalizowanych w odległości nie większej niż 300 m od rzutu instalacji na powierzchnię terenu do punktu pomiarowego, obejmującą: nazwę instalacji zgodną z nomenklaturą prowadzącego, częstotliwość (zakres częstotliwości) pracy instalacji, arytmetyczną sumę mocy promieniowanych izotropowo przez anteny instalacji, wysokości środków elektrycznych anten instalacji nad poziomem terenu;
- dane przyrządu, którym zostały wykonane pomiary:
  - nazwę przyrządu;
  - typ przyrządu i nazwę sondy pomiarowej;
  - zakres mierzonych częstotliwości;
  - datę ostatniego wzorcowania zestawu do pomiaru pola elektromagnetycznego;
  - częstotliwość próbkowania;
  - charakterystykę częstotliwościową czułości przyrządu pomiarowego w paśmie objętym pomiarami;
- średnią arytmetyczną zmierzonych wartości skutecznych natężeń pół elektrycznych promieniowania elektromagnetycznego dla zakresu częstotliwości co najmniej od 3 MHz do 3000 MHz uzyskanych dla punktu pomiarowego;
- średnią arytmetyczną z uśrednionych wartości natężeń pól elektrycznych promieniowania elektromagnetycznego, uzyskanych w 15 punktach pomiarowych, dla każdego z trzech obszarów województwa;
- wartości niepewności pomiarów.

W sprawozdaniu z cyklu pomiarów wykonanych w ciągu trzech lat zamieszcza się średnią arytmetyczną z uśrednionych wartości natężeń pól elektrycznych promieniowania elektromagnetycznego, uzyskanych w 45 punktach pomiarowych składających się na trzyletni cykl pomiarowy, dla każdego z trzech obszarów (dzielnica, miasto, wieś).

## Ocena poziomu pól elektromagnetycznych na podstawie wyników WIOŚ w latach 2014–2016
Wojewódzkie Inspektoraty Ochrony Środowiska w latach 2014-2016 zrealizowały program Państwowego Monitoringu Środowiska w zakresie pomiarów pól elektromagnetycznych. Łącznie na terenie Polski w ramach III cyklu pomiarowego pomiary wykonano w 2161 punktach, w tym:
- dla obszaru centralnych dzielnic lub osiedli miast o liczbie mieszkańców przekraczającej 50 tys. – w 719 punktach,
- dla pozostałych miast – w 720 punktach,
- dla terenów wiejskich – w 722 punktach.

Pomiary pól elektromagnetycznych w ramach monitoringu środowiska wykonywano głównie szerokopasmowymi miernikami pola elektromagnetycznego : Narda NBM 550 z sondami EF 0391 i EF6091 oraz miernikiem PMM 8053/a z sondą EP 300. Dolny próg oznaczalności sond pomiarowych jest zróżnicowany w województwach i mieści się w przedziale od 0,1 V/m do 0,7 V/m dla sony EF 6091.
Wyniki monitoringu prowadzonego przez Wojewódzkie Inspektoraty Ochrony Środowiska w trzecim cyklu pomiarowym obejmującym lata 2014-2016 nie wykazały znacznych odstępstw od wyników uzyskanych w latach ubiegłych. Poziom pól elektromagnetycznych w środowisku w miejscach dostępnych dla ludności utrzymuje się na niskim poziomie.
| Rok                | Centralne dzielnice lub osiedla miast o liczbie mieszkańców przekraczającej 50 tys. | Pozostałe miasta                                      | Tereny wiejskie                                       |
| Rok                | Średnia arytmetyczna [V/m] dla 15 punktów pomiarowych                               | Średnia arytmetyczna [V/m] dla 15 punktów pomiarowych | Średnia arytmetyczna [V/m] dla 15 punktów pomiarowych |
| ------------------ | ----------------------------------------------------------------------------------- | ----------------------------------------------------- | ----------------------------------------------------- |
| 2014               | 0,77                                                                                | 0,35                                                  | 0,14*                                                 |
| 2015               | 0,62                                                                                | 0,39                                                  | 0,21                                                  |
| 2016               | 0,65                                                                                | 0,26                                                  | 0,15*                                                 |
| Średnia trzyletnia | 0,68                                                                                | 0,33                                                  | 0,17*                                                 |

Z danych przedstawionych w dokumencie wynika, że we wszystkich województwach centralne dzielnice lub osiedla miast o liczbie mieszkańców przekraczającej 50 tys. mają najwyższe poziomy pól elektromagnetycznych. Może to być związane ze zwiększającą się ilością instalacji emitujących pole elektromagnetyczne w dużych aglomeracjach miejskich.